# Harry P. O’Neill
Harry Patrick O’Neill (* 10. Februar 1889 in Dunmore, Lackawanna County, Pennsylvania; † 24. Juni 1953 in Scranton, Pennsylvania) war ein US-amerikanischer Politiker. Zwischen 1949 und 1953 vertrat er den Bundesstaat Pennsylvania im US-Repräsentantenhaus.

## Werdegang
Harry O’Neill brach die Grundschule im Alter von zehn Jahren ab und arbeitete beim Schieferabbau. An den Abenden absolvierte er eine Ausbildung zum Friseur. Im Alter von 18 Jahren konnte er den Salon seines Ausbilders erwerben und selbst betreiben. Gleichzeitig wurde er auch in der Versicherungsbranche tätig. Politisch schloss er sich der Demokratischen Partei an. Zwischen 1929 und 1948 saß er als Abgeordneter im Repräsentantenhaus von Pennsylvania.
Bei den Kongresswahlen des Jahres 1948 wurde O’Neill im zehnten Wahlbezirk von Pennsylvania in das US-Repräsentantenhaus in Washington, D.C. gewählt, wo er am 3. Januar 1949 die Nachfolge des Republikaners James P. Scoblick antrat. Nach einer Wiederwahl konnte er bis zum 3. Januar 1953 zwei Legislaturperioden im Kongress absolvieren. Diese waren von den Ereignissen des Koreakrieges geprägt. Im Jahr 1952 wurde er nicht wiedergewählt.
Harry O’Neill starb nur sechs Monate nach dem Ende seiner letzten Legislaturperiode am 24. Juni 1953 in Scranton, wo er auch beigesetzt wurde.